# Erg (cómic)
Erg es un personaje mutante de ficción que aparece en los cómics estadounidenses publicados por Marvel Comics.
Erg hace su primera aparición en vivo en la segunda temporada de la serie de televisión The Gifted como el líder de los Morlocks interpretado por Michael Luwoye.

## Historial de publicaciones
La primera aparición de Erg fue en Power Pack # 12 (julio de 1985), y fue creado por Louise Simonson y June Brigman.
El personaje aparece posteriormente en The Uncanny X-Men #195 (julio de 1985), X-Factor #10 (noviembre de 1986), Power Pack #27 (diciembre de 1986), X-Factor #11-12 (diciembre de 1986-enero de 1987), #15 (abril de 1987), Decimation: House of M - The Day After #1 (enero de 2006), X-Men: The 198 #1 (marzo de 2006), X-Men: The 198 Files #1 (marzo de 2006), X-Men #183 (abril de 2006), X-Men: The 198 #2-5 (abril–julio de 2006), y The Uncanny X-Men #487-491 (agosto–diciembre de 2007).
Erg apareció como parte de la entrada "Morlocks" en el Manual Oficial del Universo Marvel Deluxe Edition #9.

## Biografía ficticia del personaje
Erg era miembro de los Morlocks y fue uno de los pocos Morlocks que sobrevivieron al ataque de los Merodeadores durante la "Masacre de Mutantes", también fue uno de los primeros mutantes en buscar un refugio en el Instituto Xavier después del Día M, cuando la mayoría de los mutantes perdieron sus poderes. Erg, Mammomax y Peepers estaban huyendo de miembros de la asesina Sapien League. Tenían el instituto a la vista cuando fueron derribados por una granada de choque y tasers. La Reina Leprosa ordena a sus hombres que los maten. Los miembros de la Liga establecieron tres cruces de San Andrés (que tienen forma de "X") con tirantes para mantener las cruces en posición vertical. Erg está atado a una de las cruces. Se vertió gasolina y se arrojó un fósforo encendido. Erg recupera la conciencia cuando las piernas de la cruz estaban ardiendo. Habría muerto si Wolverine no lo hubiera arrancado de un tirón. El X-Man había estado sentado en el bosque de Xavier, dejando que Coloso lo dibujara.
Erg permaneció en el Instituto Xavier con muchos otros mutantes, algunos sin quererlo, convirtiéndose en algo así como un líder para los miembros que no eran X-Men del 198. Fue idea de Erg levantar una bandera de "198", el número que representa lo que originalmente se pensaba para ser el número de mutantes que quedan en el mundo después de la Disminución. También fue uno de los pocos mutantes que atacaron a Escuadrón Centinela O*N*E (Oficina de Emergencia Nacional) porque quieren abandonar el estado de Xavier.
Erg también fue uno de los desafortunados mutantes que aceptaron tener una etiqueta electrónica insertada para poder salir en un viaje grupal supervisado al Centro de Salem. La Dra. Cooper les dijo a los mutantes que las etiquetas eran "... un dispositivo de rastreo inofensivo, insertado debajo de la piel con un proceso quirúrgico simple e indoloro". Eso no era cierto, como Erg descubrió más tarde, ya que las etiquetas tenían la capacidad de generar pulsos electrónicos inhabilitantes. Más tarde, Mister M liberó a los mutantes desconchados de sus dispositivos.

### Los Extremistas
Durante el arco de "Los Extremistas", Erg reapareció junto con algunos de sus compañeros Morlocks bajo el liderazgo de Masque. Además de Erg, este grupo estaba formado por los encubiertos Bliss, Litterbug, Skids y el capturado Leech.

### Reinado Oscuro
Erg aparece como uno de los prisioneros mutantes de Norman Osborn después de los disturbios en San Francisco. Más tarde se refugió en la utopía y participó en la lucha contra los atacantes Nimrod.

## Poderes y Habilidades
Erg es un mutante que es capaz de absorber todas las formas de energía y proyectarlas en ráfagas desde su ojo derecho, lo que él llama su "ojo eléctrico".

## En otros medios

### Televisión

#### Animación
Erg ha aparecido en algunos episodios de X-Men: The Animated Series con sus compañeros Morlocks y luchó contra los X-Men.

#### Acción en vivo
Erg ha aparecido en algunos episodios de la segunda temporada de The Gifted, interpretado por Michael Luwoye. Es negro, tiene un parche especial que cubre su ojo izquierdo, y tiene la marca registrada cicatriz "M" que fue autoinfligida y utilizada como una declaración del orgullo mutante de Erg. También se muestra que Erg y sus compañeros Morlocks solo quieren vivir sin preocupaciones en los túneles, siendo neutrales en lugar de un lado determinado. En el episodio, "las coMplicaciones", los mutantes John Proudstar y Clarice Fong, van a las alcantarillas para encontrar a Erg y obtener información sobre Lorna Dane y Andy Strucker. Allí, se encuentran con los Morlocks, de los cuales Erg es el líder. Le pide a Clarice que sea una espía para los Morlocks y, a cambio, les da la información que necesitan. En el episodio, después de "Math", un grupo de mutantes fueron liberados de una institución mental y necesitan refugio. Clarice cree que los túneles Morlock de Erg pueden ayudarlos. Erg está en contra de esto, pero Clarice le da información y finalmente lo convence de que se lleve a los refugiados mutantes, siempre y cuando se inflijan con la cicatriz "M". Al final del episodio, Erg le da a Clarice el nombre de su heroína: Blink. Más tarde aparece en episodios posteriores, "meMento", "hoMe" y "teMpted", siempre que el Mutante Subterráneo necesite ayuda o viceversa.